# Filippo Busin
Filippo Busin (Thiene, 9 dicembre 1967) è un politico italiano.

## Biografia

### Elezione a deputato
Alle elezioni politiche del 2013 viene eletto deputato della XVII legislatura della Repubblica Italiana nella circoscrizione VII Veneto 1 per la Lega Nord.